# دویرلی (ترتر)

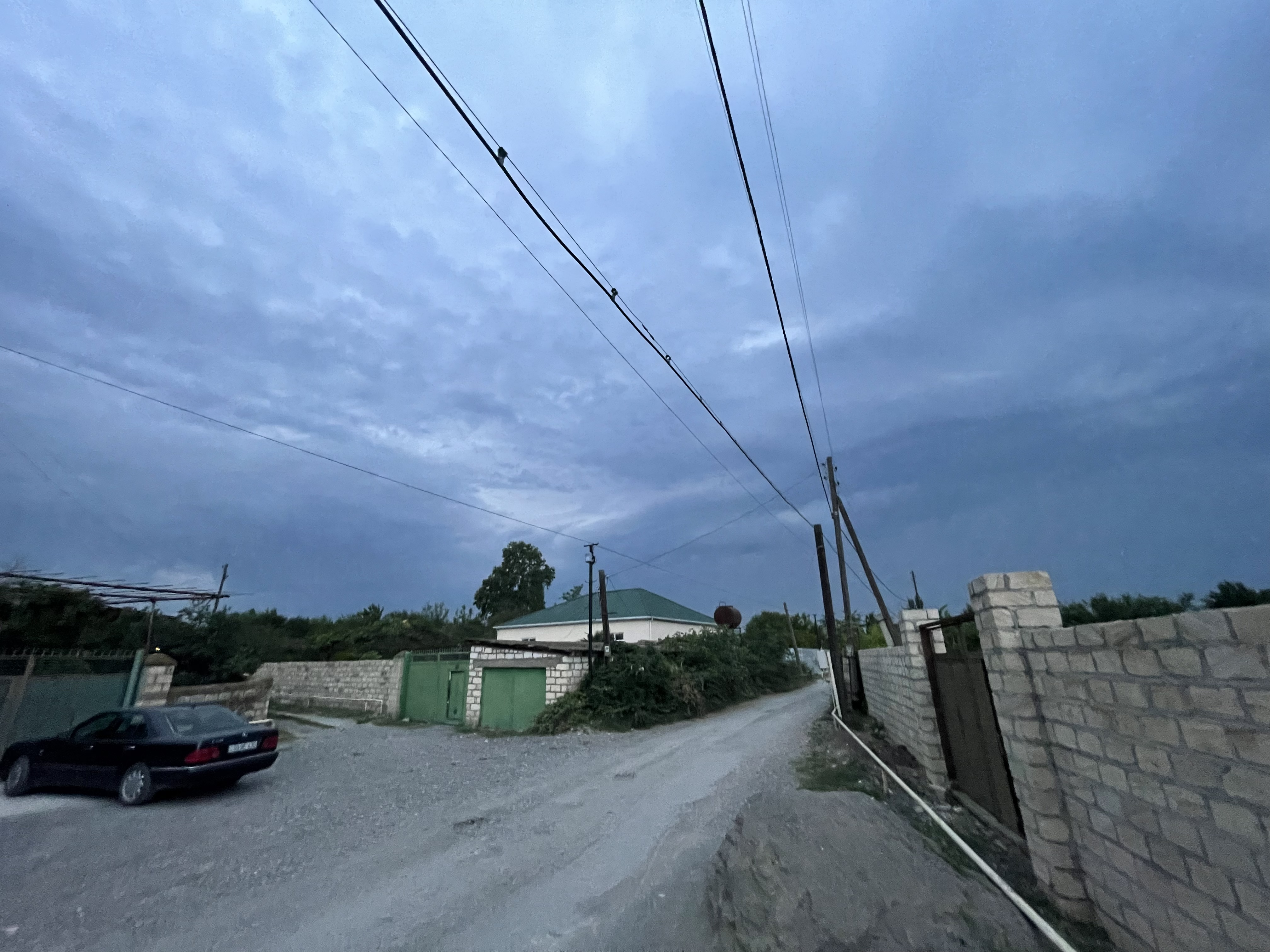
نمایی از منطقهٔ مسکونی دویرلی (ترتر) در جمهوری آذربایجان - ۲۰۲۳

دویرلی (به لاتین: Düyərli) یک منطقه مسکونی در جمهوری آذربایجان است که در شهرستان ترتر واقع شده است. دویرلی ۷۱۸ نفر جمعیت دارد.